# Igrejas de Zelenchuk
As Igrejas de Zelenchuk ou Igrejas do Baixo-Arkhyz estão localizadas em uma reserva arqueológica que se estende por quatro quilômetros ao redor das ruínas de Nizhnearkhyzskoe gorodishche perto de Arkhyz, Carachai-Circássia, Rússia. O local é provisoriamente identificado como a capital medieval de Alânia, um estado cristão destruído pelas hordas de Mangu Cã no século XIII.

## História

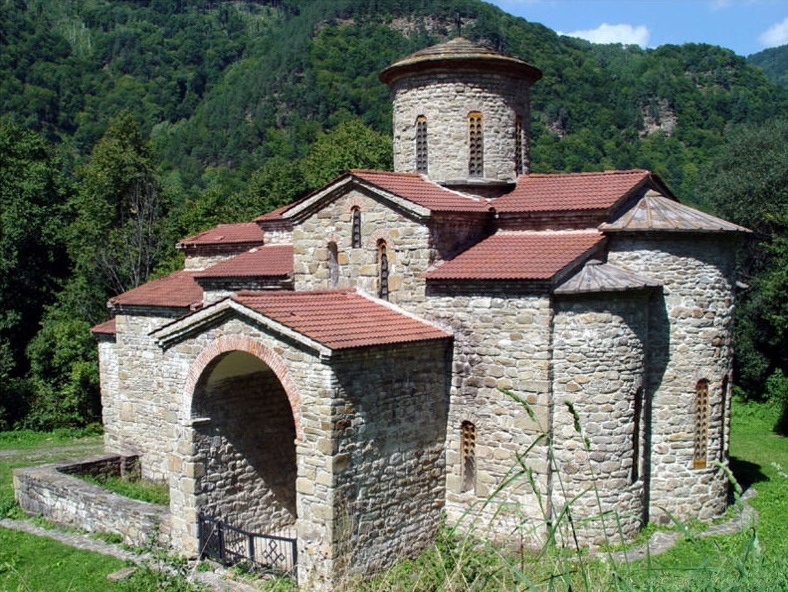
A Igreja do Norte é dedicada a São Jorge

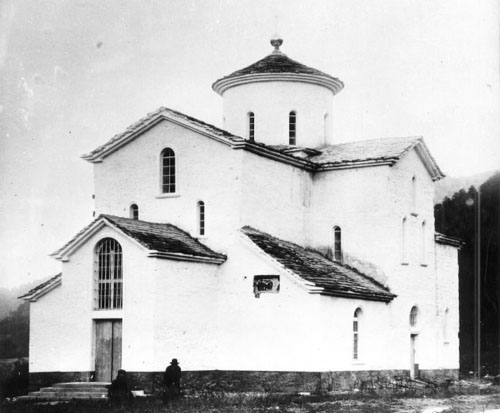
Igreja Central após reparos em 1897

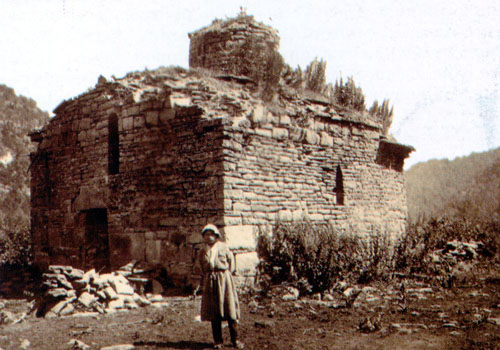
Vista da Igreja do Sul em 1882

Nenhum documento bizantino menciona o nome desta cidade, enquanto Almaçudi se refere a ela como Ma'as, ou Maghas. A característica mais notável do local é um aglomerado de três igrejas medievais primitivas, cuja construção está associada às atividades missionárias do patriarca Nicolau I de Constantinopla no norte do Cáucaso. Essas estruturas têm muita semelhança com a Igreja de Chuana e a Igreja de Sentí, situada nos vales vizinhos. No século XIX, as igrejas eram afiliadas ao mosteiro de São Alexander Nevsky. Uma comunidade monástica foi restabelecida no local após a queda da União Soviética.
A Igreja do Norte deve ter sido a catedral da diocese de Alânia entre os séculos X e XIII. A cúpula sobe a uma altura de 21 metros; o muro ocidental tem o dobro do comprimento. O nártex anteriormente continha um batistério. Um viajante do século XIX descreveu os afrescos bizantinos desbotados que ainda eram visíveis em suas paredes.
A Igreja Central parece ter sido concebida um pouco antes das duas outras, na forma de uma cruz regular, mas foi estendida para o oeste durante ou logo após a construção. É muito maior que a Igreja do Sul, construída em alvenaria de entulho grosseiro, extensivamente restaurada pelos monges em 1899, caiu em desuso durante os anos soviéticos e foi reconsagrada ao Profeta Elias em 1991. A Igreja do Sul tem a distinção de ser a igreja mais antiga em funcionamento em toda a Rússia.
Dentro de 30 km de Nizhny Arkhyz, uma pequena inscrição grave foi descoberta em 1888. Embora esteja escrita em caracteres gregos, a inscrição (datada de 941 ou 963) foi interpretada por Vasily Abayev como o primeiro texto preservado na língua ossética. Outra atração turística do vale é uma pintura rupestre de Cristo, do tipo mandylion, datável do século X, mas descoberta apenas recentemente.

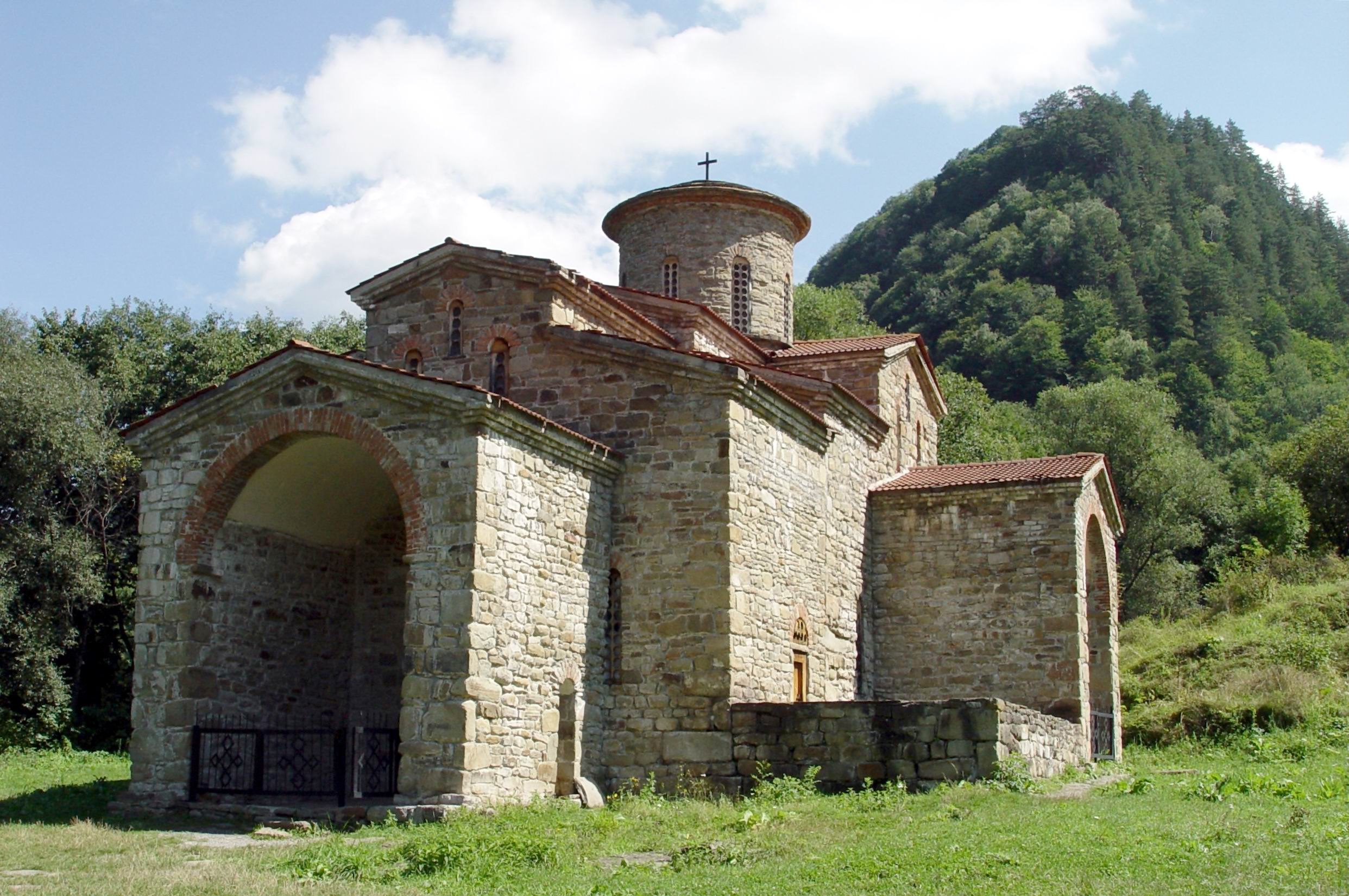
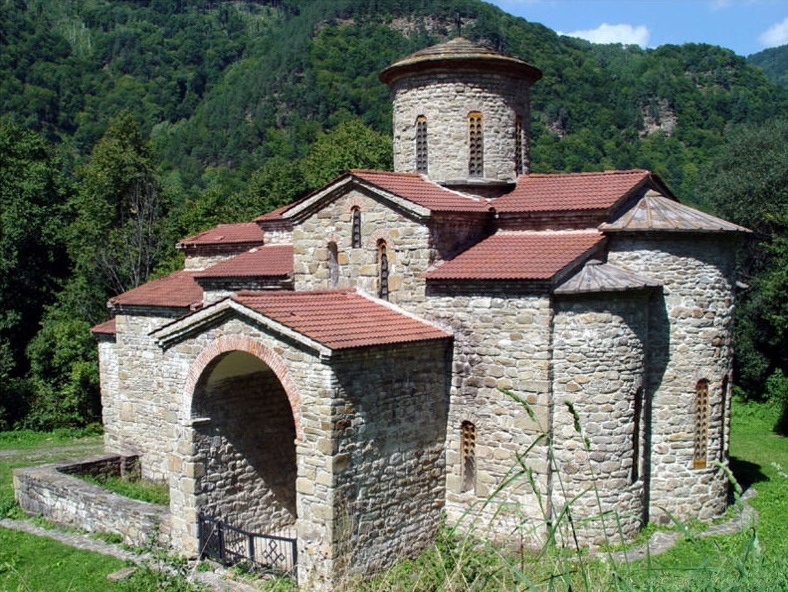
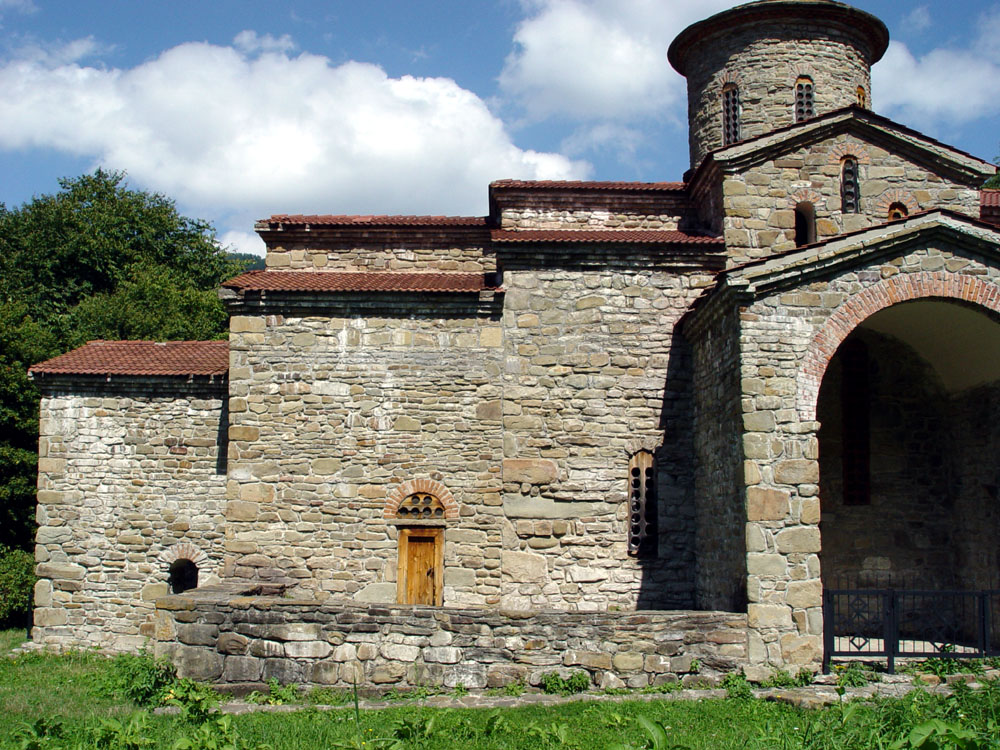
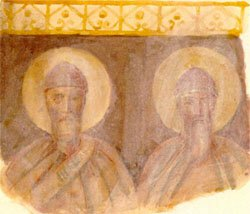
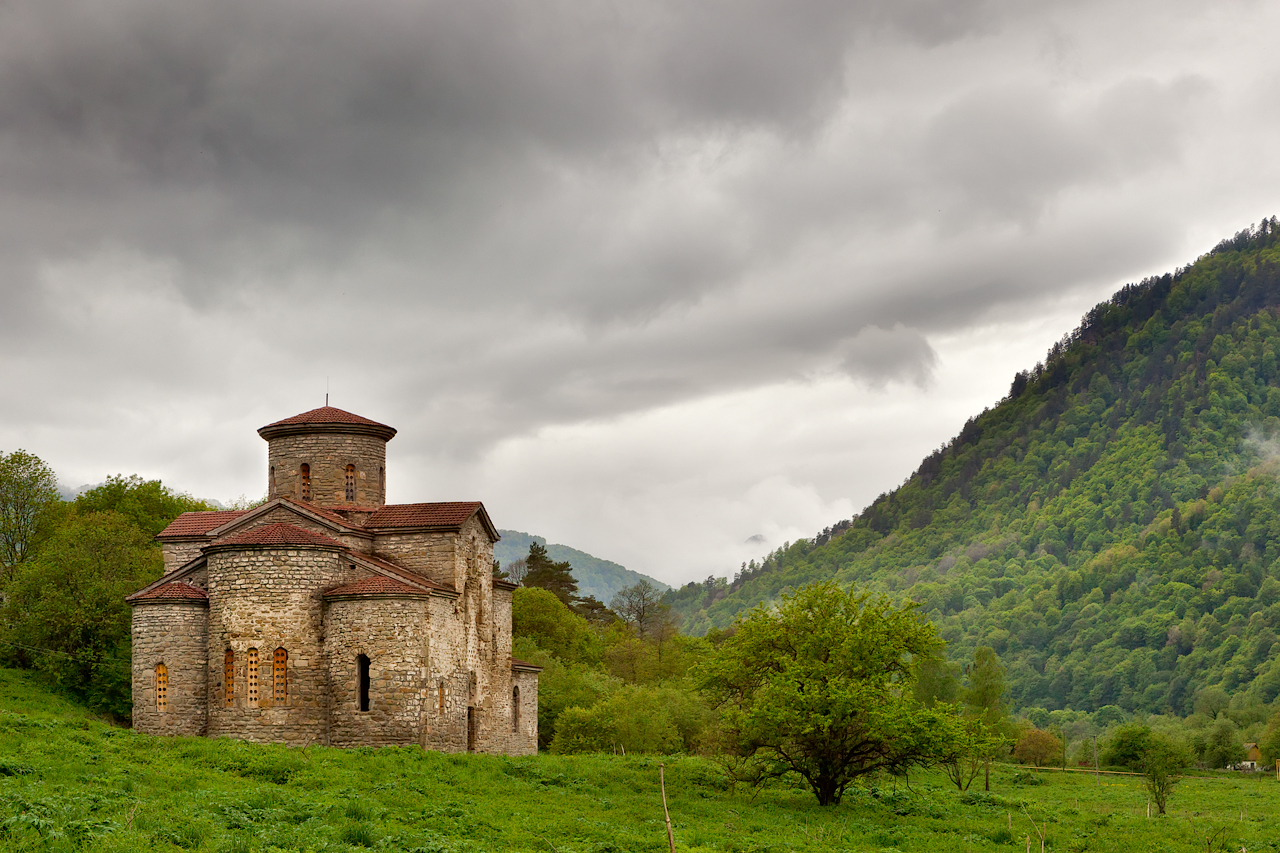
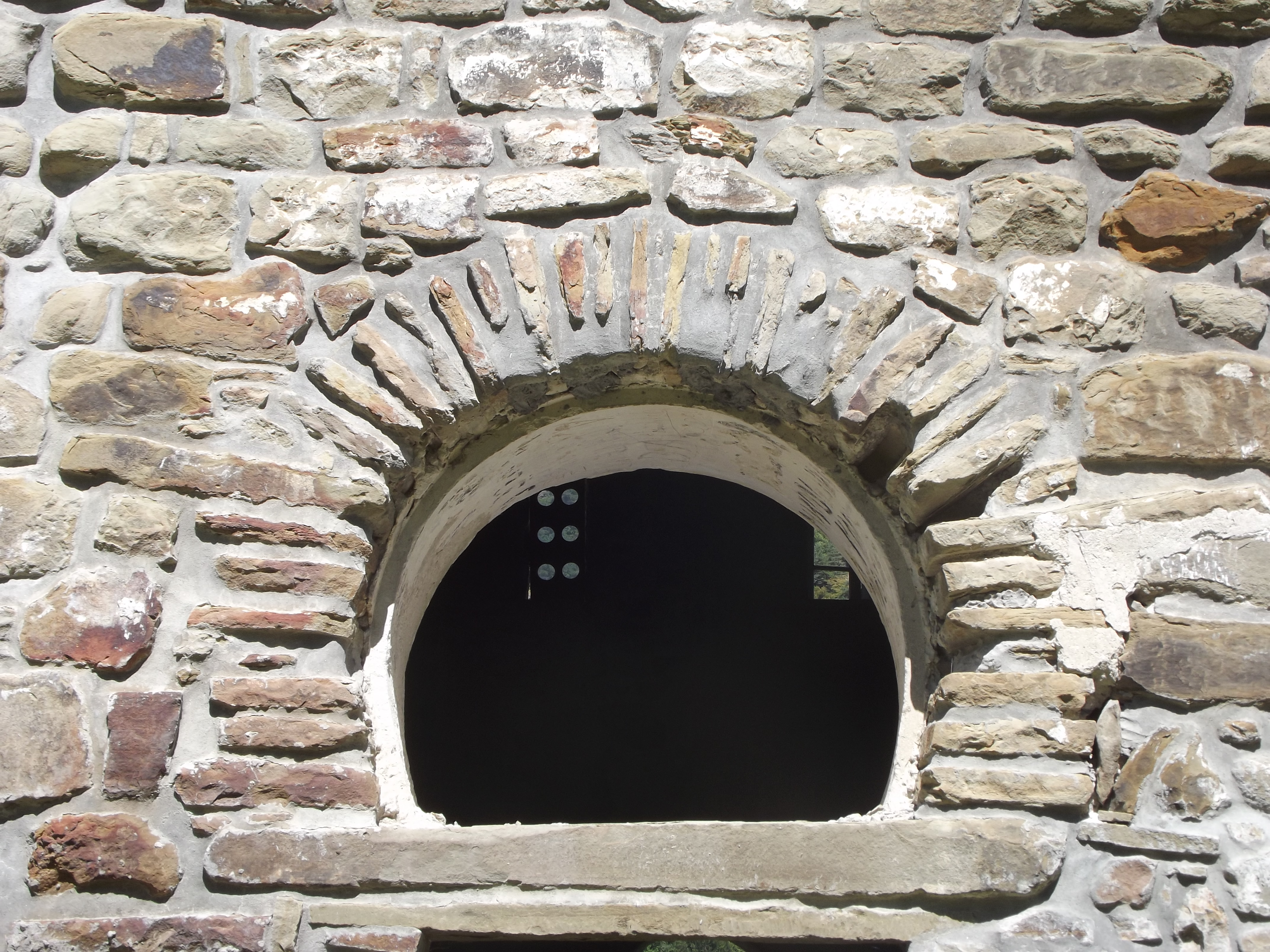
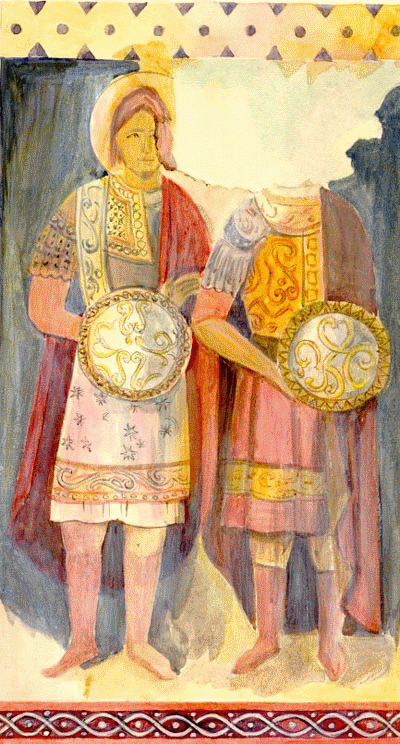
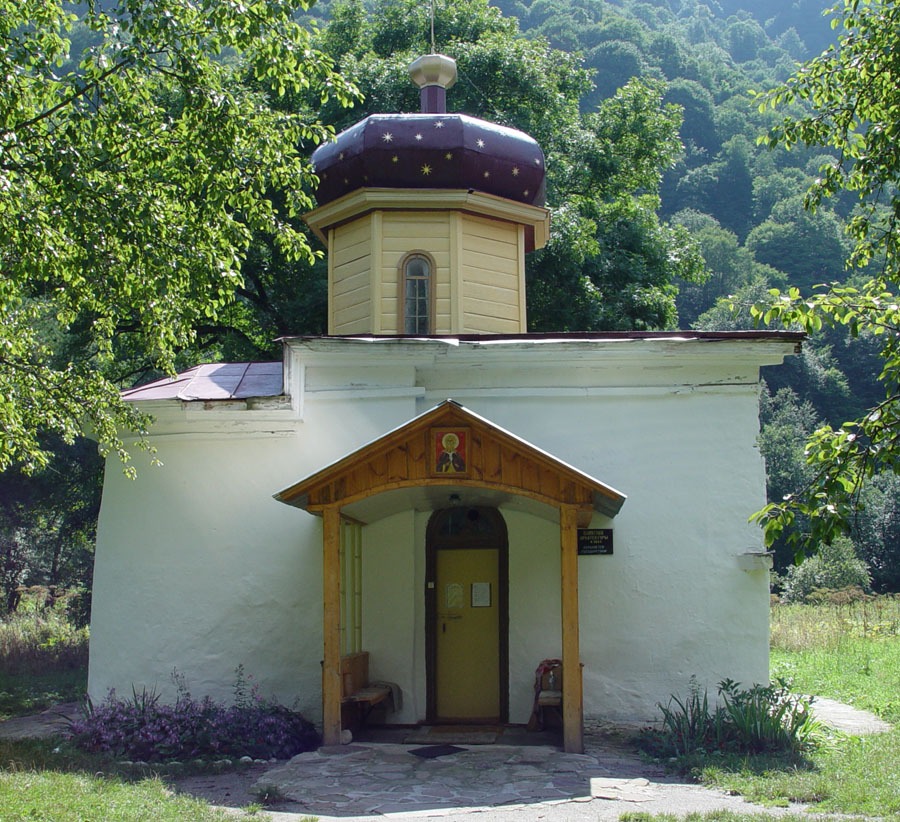